# Takamori (Nagano)
Pour les articles homonymes, voir Takamori.
Takamori (高森町, Takamori-mura) est un bourg du district de Shimoina, dans la préfecture de Nagano, au Japon.

## Géographie

### Démographie
Au 1er juin 2016, la population de Takamori s'élevait à 12 864 habitants répartis sur une superficie de 45,36 km2.

## Transports
Takamori est desservi par la ligne Iida de la JR Central.